# Para Keenana
Para Keenana (również Arp 104) – para dwóch bliskich galaktyk: eliptycznej NGC 5216 oraz spiralnej z poprzeczką NGC 5218 znajdująca się w konstelacji Wielkiej Niedźwiedzicy w odległości 137 miliona lat świetlnych od Ziemi. Obie galaktyki zostały odkryte 19 marca 1790 roku przez Williama Herschela.
W 1935 roku Philip C. Keenan odkrył most gwiezdny o długości około 124 tys. lat świetlnych (38 kiloparseków) łączący obie galaktyki. Od niego też para wzięła swoją nazwę. Most ten powstał w wyniku oddziaływania grawitacyjnego między tymi galaktykami. Do największego zbliżenia między nimi doszło około 300 milionów lat temu.
Para ta została skatalogowana w 1966 roku przez Haltona Arpa w jego Atlasie Osobliwych Galaktyk jako Arp 104.